# The Way of the Wind
 (mars 2020).
Si vous disposez d'ouvrages ou d'articles de référence ou si vous connaissez des sites web de qualité traitant du thème abordé ici, merci de compléter l'article en donnant les références utiles à sa vérifiabilité et en les liant à la section « Notes et références ».
Pour plus de détails, voir Fiche technique et Distribution.
The Way of the Wind est un film américain réalisé par Terrence Malick et dont la date de sortie n'est pas annoncée. Il relate plusieurs épisodes de la vie du Christ.

## Fiche technique
Sauf indication contraire, les informations mentionnées dans cette section peuvent être confirmées par la base de données cinématographiques IMDb,  présente dans la section « Liens externes ».
- Titre original : The Way of the Wind
- Titre de travail : The Last Planet
- Réalisation et scénario : Terrence Malick
- Décors : Stefano Maria Ortolani
- Direction artistique : Marco Trentini
- Costumes : Carlo Poggioli
- Photographie : Jörg Widmer
- Musique : Eleni Karaindrou
- Production : Karim Debbagh
- Sociétés de production : Latina Pictures
- Distribution : Jina Jay
- Pays d'origine :  États-Unis
- Langue originale : anglais
- Format : couleur
- Genre : drame, Historique
- Sortie : n/a Date sujette à modification

## Distribution
- Géza Röhrig : Jésus-Christ
- Mark Rylance : Satan
- Matthias Schoenaerts : Pierre
- Joseph Fiennes
- Douglas Booth
- Ben Kingsley
- Mathieu Kassovitz
- Aidan Turner : André
- Alfonso Potiglione
- Lorenzo Gioielli
- Martin McCann
- John Rhys-Davies : Uriah
- Joseph Mawle : Saül
- Karel Roden : Mammon
- Magnús Jónsson : Adam
- Jördis Richter
- Sarah Greene
- Tawfeek Barhom : Jean
- Numan Acar
- Laëtitia Eïdo : Anna
- Fedja Stukan
- Ori Pfeffer
- Shadi Mar'i
- Makram Khoury : Jonas
- Emilio De Marchi
- Björn Thors
- Sonia Amini : une servante
- Mario Opinato : un centurion
- Andrea Garofalo : un scribe
- Jónmundur Grétarsson : le fantôme affamé
- Sebastiano Filocamo

## Production
Malick avait l'idée du film dès les années 1990, avant le tournage de La Ligne rouge.
Le long métrage est nommé d'après un passage de l'Ecclésiaste (11:5).
Le film est tourné en 2019 et est depuis en montage. Le cinéaste aurait 3 000 heures de rushes.